# Daft Punk Is Playing at My House
«Daft Punk Is Playing at My House» —en español: «Daft Punk está sonando en mi casa»— es el quinto sencillo de LCD Soundsystem, lanzado el 21 de febrero de 2005. El video musical que acompaña pagó homenaje descarado a los videos musicales de Spike Jonze y Michel Gondry para «Da Funk» de Daft Punk y «Around the World», respectivamente. La pista alcanzó el número 1 en la lista British Dance Chart y el número 29 en la lista UK Singles Chart.
La canción fue nominada para el Premio Grammy de 2006 a la mejor grabación dance. La canción aparece en los videojuegos FIFA 06, SSX On Tour, Forza Motorsport 2 y los juegos de Dance Dance Revolution Hottest Party 3 . La canción también fue utilizada en la película de comedia-acción del 2013 The Heat.

## Lista de canciones

### CD y 12"
1. «Daft Punk Is Playing at My House»
2. «Daft Punk Is Playing at My House (Soulwax Shibuya Mix)»

### Vinilo de 7"
Lado A : «Daft Punk Is Playing at My House»
Lado B : «Jump into the Fire»

## Personal
- James Murphy – Voces, sintetizadores, bajo, guitarra, máquina de ritmos, cencerro

## Posicionamiento en listas
| Listas (2005)                               | Mejor posición |
| ------------------------------------------- | -------------- |
| Australia (ARIA)                            | 73             |
| Bélgica (Flandes) (Ultratip Bubbling Under) | 6              |
| Bélgica (Dance Flandes)                     | 13             |
| Países Bajos (Mega Single Top 100)          | 96             |
| Reino Unido (UK Singles Chart)              | 29             |
| Reino Unido (UK Dance Chart)                | 1              |